# Tanezrufte
Tanezrufte ou Tanezruft (em árabe: تنزروفت) é uma  região natural localizada ao longo das fronteiras da Argélia, Níger e Mali, a oeste das montanhas Hoggar. É uma das regiões mais desoladas do deserto do Saara.

## Características geográficas
Tanezrufte é uma árida planície que se estende ao oeste das montanhas Hoggar e a sudeste da arenosa Erg Chech. É composta de materiais diferentes: Tanezrufte contém principalmente depósitos de arenito, enquanto que as formações de Hoggar são rochas metamórficas.
As montanhas de arenito da Tanezrufte contêm paredes íngremes do cânion, alguns chegando a 500 metros de altitude. Várias dunas de areia aumentaram trechos arenosas, intercaladas com afloramentos de arenito. O terreno mostra forte evidência da erosão provocada pela água há muito tempo (quando o clima do deserto do Saara era muito mais úmido; presente precipitação anual é muito menos do que 20 mm). Na presente época o terreno está sendo moldado pela erosão eólica, que ocorre muito mais rápido que em outras áreas, uma vez que houve pouca ou nenhuma vegetação para manter a superfície no local. A área é conhecida pela sua aridez e calor extremo, e as altas temperaturas no verão podem chegar facilmente a 52 °C (125.6 °F) ou mais.
Tanezrufte tem sido evitada por civilizações vizinhas (é conhecida como "Terra da Sede"). A rota comercial pode ter ligado a área com Gadamés e a Hoggar, desde, talvez, 500 a.C. É, atualmente, atravessado de norte a sul por uma rota transaariana, de Béchar na Argélia para Gao no Mali. Poste Maurice Cortier é um posto de abastecimento ao longo do trajeto. Tanezrufte é quase desabitada; seus poucos habitantes nômades são tuaregues. Existe uma vasta camada aquífera a alguns milhares de pés abaixo da superfície seca do deserto sem vida.

## Fauna
Na porção nigerina de Tanezrufte, existem populações de cão-caçador, espécie ameaçada de extinção.